# Timothey N'Guessan
Timothey N'Guessan, né le 18 septembre 1992 à Massy (Seine-Maritime), est un joueur de handball français. Il joue au poste d'arrière gauche dans l'équipe du FC Barcelone et en équipe de France.

## Biographie
Né à Massy, en Seine-Maritime,,, Timothey N'Guessan grandit dans la ville de Dieppe où il porta les couleurs du DUC handball. Il intègre la section sportive scolaire de Romain Rolland au Havre avant de rejoindre le Pôle Espoir Fédéral d'Evreux. Alors qu'il n'est qu'en première il rejoint le club de Saint-Marcel Vernon pour la saison 2008-2009 où il évolua en N1 dès sa première saison. Habitué des sélections de jeunes et considéré comme l'un des meilleurs de sa génération, il signe pour le Chambéry Savoie Handball en 2010 mais sera prêté encore un an au club de Vernon.
En fin de saison, au cours d'un match de gala entre le SMV Porte Normande et Cherbourg, Timothey N'Guessan se blesse très sérieusement, son tibia se brisant net lors de sa prise d'impulsion.
Dès lors, sa première saison à Chambéry a été quasi blanche, ne participant qu'à 10 bouts de matchs. À l'opposé, ses excellents matchs en début de saison 2012-2013 font qu'il est retenu par Claude Onesta dans les 16 joueurs pour le mondial 2013 en Espagne. Après quelques sélections en équipe de France jeune et junior, où il remporte une médaille de bronze aux Jeux Olympiques de la Jeunesse avec les bleuets, il connaît sa première sélection en équipe de France A lors d'un match amical de préparation à cette compétition, le 7 janvier 2013, contre l'Argentine à Toulon et inscrit trois buts à cette occasion. Il revêt alors le n°17, numéro non attribué depuis le départ d'un des plus grands joueurs de l'histoire de l'équipe de France, Jackson Richardson. L'avenir nous dira si ce numéro et cette silhouette similaire déboucheront sur une carrière en bleu aussi performante que son ainé... Quelques jours plus tard, il connait sa deuxième sélection et la première pour un championnat majeur lors du 2e match du mondial 2013 face au Monténégro.
Après cette belle première saison au haut niveau, il souffre en début de saison 2013-2014 d'une pubalgie qui l'empêche de participer au Trophée des champions 2013, première compétition remportée par son club depuis 12 ans.
Régulièrement appelé en équipe de France, il n’est toutefois pas sélectionné pour l’Euro 2014 puis le Mondial 2015 et doit renoncer sur blessure à l’Euro 2016 malgré les nombreux absents à son poste (Accambray, Fernandez, Grébille). Il est toutefois appelé à participer aux Jeux olympiques de 2016 à Rio, conclus sur une médaille d'argent.
En 2016, après plusieurs mois de rumeurs, son transfert au FC Barcelone pour un contrat de 3 ans est annoncé. Par la suite, il prolonge son contrat en mai 2018 en juin 2022 est officialisée puis en novembre 2021 pour trois saisons supplémentaires et enfin en avril 2024, alors qu'il est le troisième capitaine du club, jusqu'en juin 2027. Sans rival sur la scène nationale, il réalise chaque saison le quadruplé Championnat-Coupe ASOBAL-Coupe du Roi-Supercoupe. Mais le Barça constitue surtout un grand club mondial et N'Guessan remporte ainsi à trois reprises la Ligue des champions en 2021, 2022 et 2024
Entre-temps, il est régulièrement retenu avec l'équipe de France et ajoute à son palmarès chacune des grandes compétitions internationales : il est champion du monde en 2017, champion olympiques en 2021 et champion d'Europe en 2024. Mais, régulièrement diminué par de petites blessures, ses performances sont très discrètes, à l'image de ses statistiques lors de ces trois titres : 7/19 en 7 matchs en 2017, 8/17 en 5 matchs en 2021 et au 1/4 en 3 matchs en 2024. L'effectif étant plus restreint, il n'est ainsi pas retenu aux Jeux olympiques de 2024 en octobre 2024, il annonce sa retraite internationale après 114 sélections et 225 buts marqués,,,. Il accepte néanmoins d'être dans la liste élargie pour le championnat du monde 2025,, il ne participera finalement pas à la compétition.

## Palmarès

### En équipe de France
Timothey N'Guessan connait sa première sélection le 7 janvier 2013 contre  Argentine et totalise 225 buts en 114 sélections. Ses résultats en compétitions internationales sont :
Jeux olympiques
- Médaille d'argent aux Jeux olympiques de 2016 de Rio de Janeiro, au  Brésil
- Médaille d'or aux Jeux olympiques de 2020 à Tokyo

Championnat du monde
- 6e place au championnat du monde 2013 en  Espagne
- Médaille d'or aux championnat du monde 2017 en  France
- Médaille de bronze au championnat du monde 2019 au  Danemark et en  Allemagne
- 4e place au championnat du monde 2021 en  Égypte

Championnat d'Europe
- Médaille de bronze au championnat d'Europe 2018 en  Croatie
- Médaille d'or au championnat d'Europe 2024 en  Allemagne

### En équipe de France junior
- Médaille d'or au Festival olympique de la jeunesse européenne 2009[20]
- Médaille de bronze aux Jeux olympiques de la jeunesse de 2010

### En clubs
Compétitions internationales
- Ligue des champions (C1)
  - Vainqueur (3) : 2021, 2022, 2024
  - Finaliste (1) : 2020
- Coupe du monde des clubs
  - Vainqueur (3) : 2017, 2018, 2019
  - Finaliste (2) : 2021, 2022
- Demi-finaliste de la Coupe de l'EHF (C3) (1) : 2016

Compétitions nationales
- Vainqueur du Championnat d'Espagne (8) : 2017, 2018, 2019, 2020, 2021, 2022, 2023, 2024
- Vainqueur de la Coupe ASOBAL (8) : 2017, 2018, 2019, 2020, 2021, 2022, 2023, 2024
- Vainqueur de la Coupe du Roi (8) : 2017, 2018, 2019, 2020, 2021, 2022, 2023, 2024
- Vainqueur de la Supercoupe d'Espagne/ibérique (9) : 2016, 2017, 2018, 2019, 2020, 2021, 2022, 2023, 2024

Accessits
- Vainqueur du championnat de France de Nationale 1 (1) : 2009-2010
- Deuxième du championnat de France (1) : 2012
- Finaliste de la Coupe de France (1) : 2014
- Finaliste du Trophée des champions (2) : 2011-2012 et 2012-2013

## Distinctions
- élu meilleur jeune du Championnat de France de D2 2010-2011

## Décorations
- Chevalier de l'ordre national du Mérite le 1er décembre 2016[21]
- Chevalier de la Légion d'honneur (2021)[22]

## Galerie

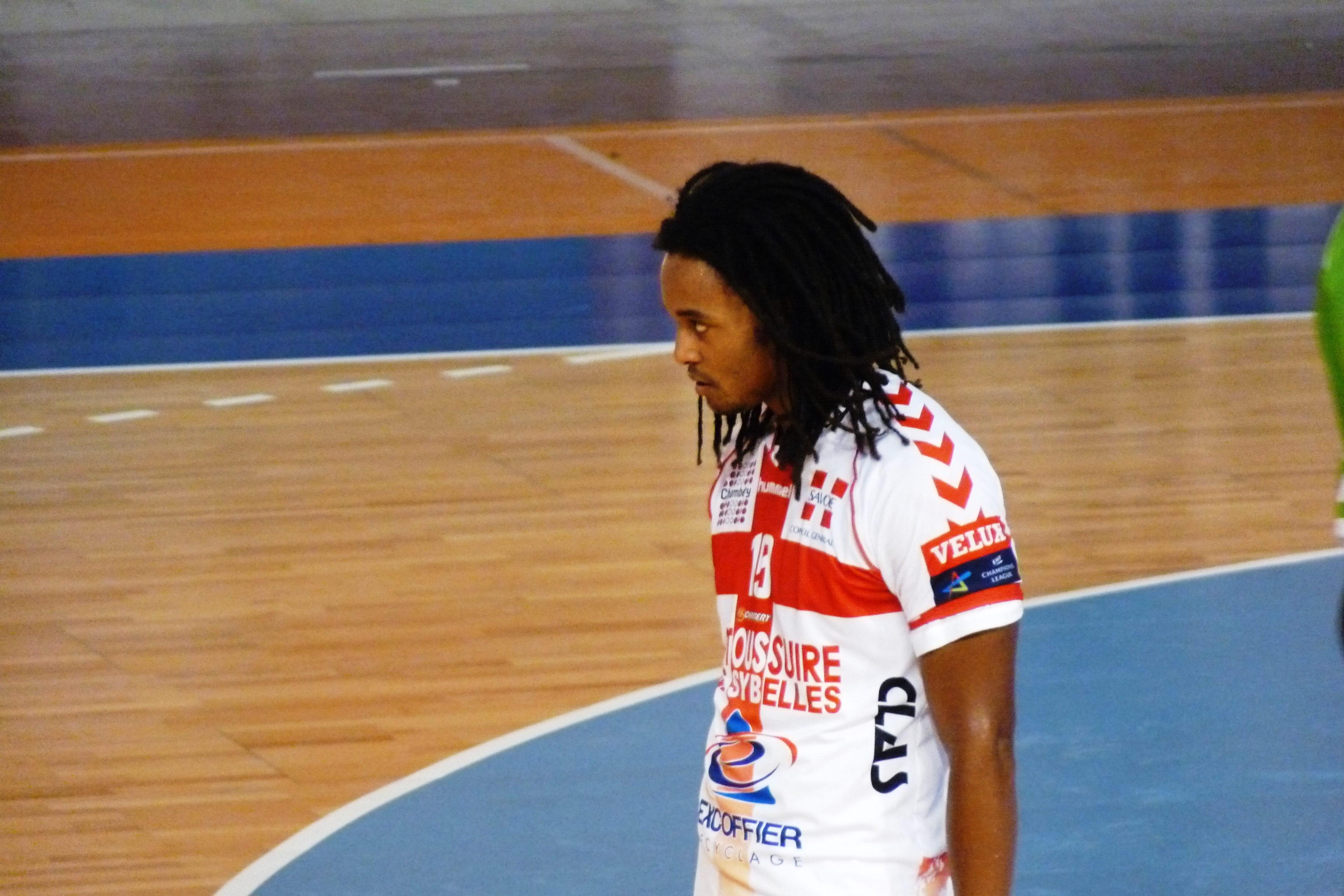
Sous le maillot du Chambéry SH en 2012.
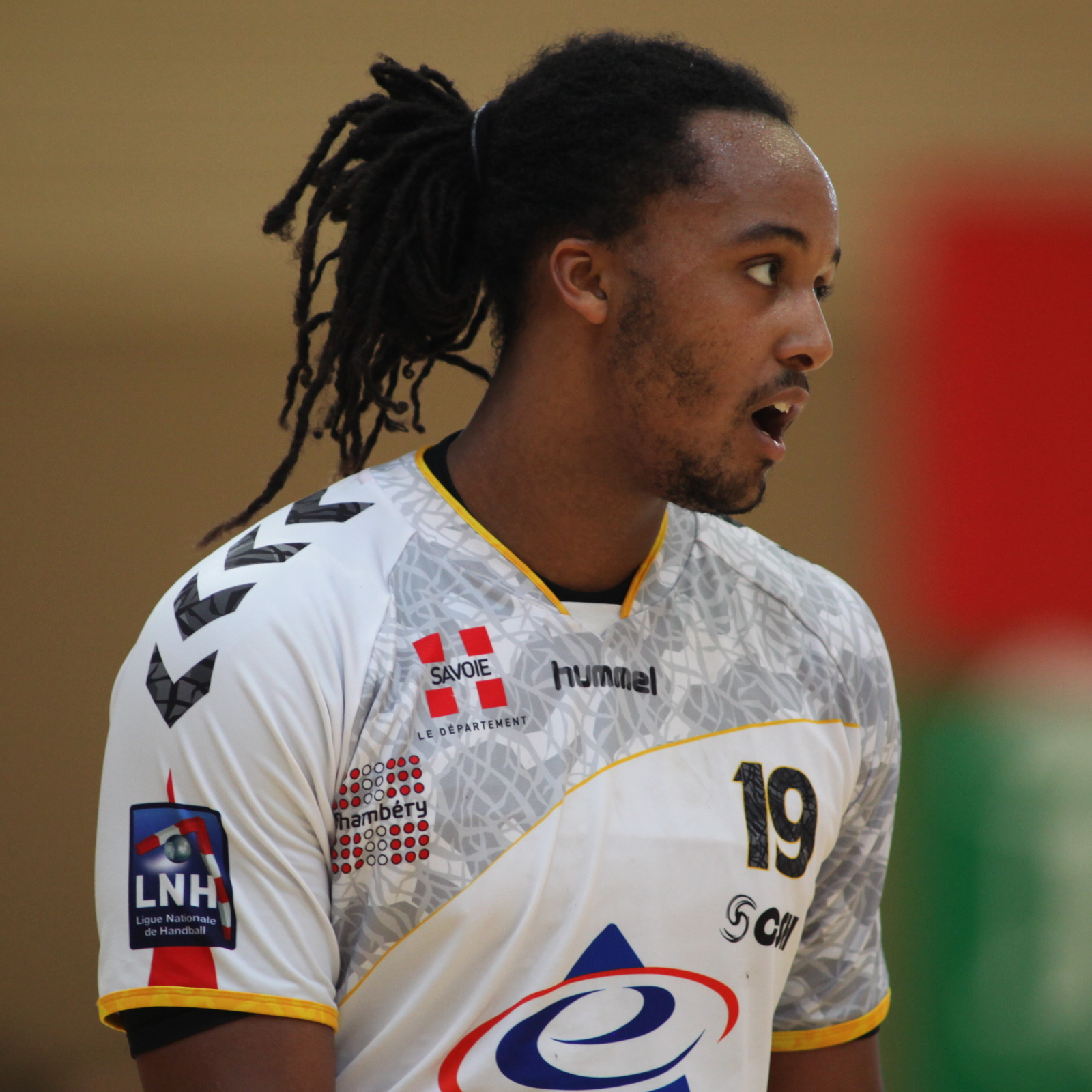
Portrait le 16 août 2014 lors de la Sparkassen-Cup.
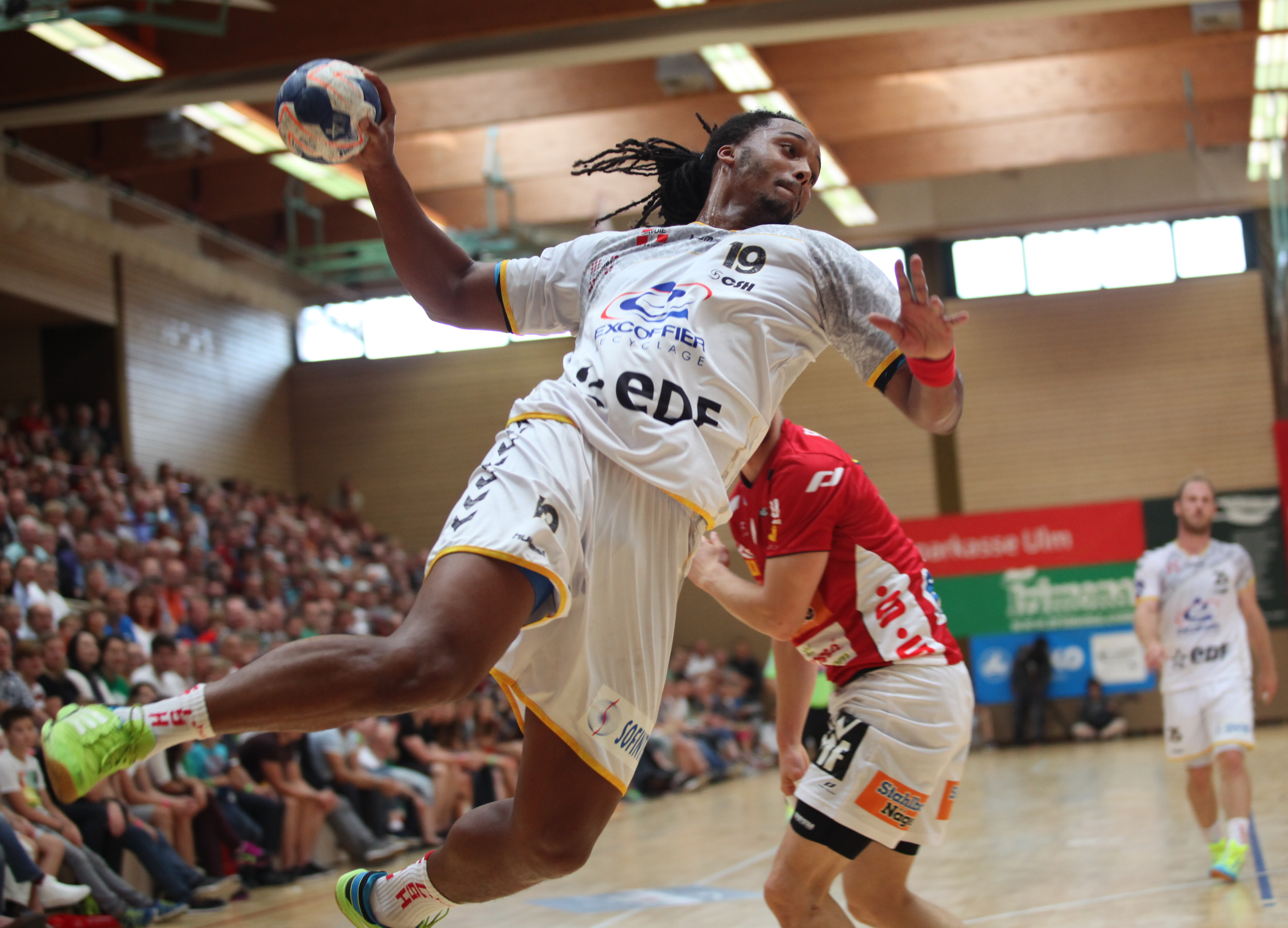
Tir désaxé lors d'un match contre les Allemands de Frisch Auf Göppingen.
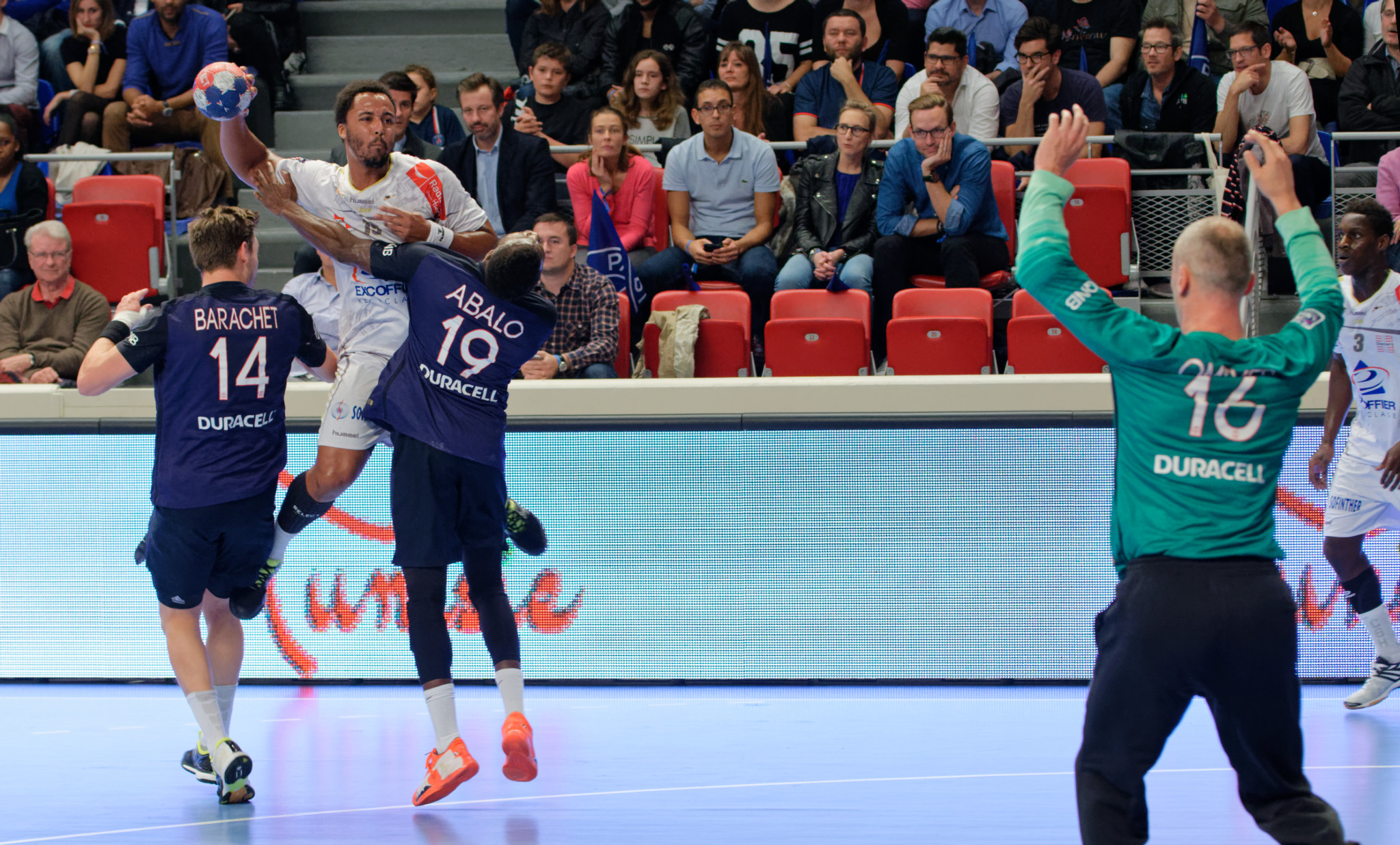
Au tir face au PSG en 2015.
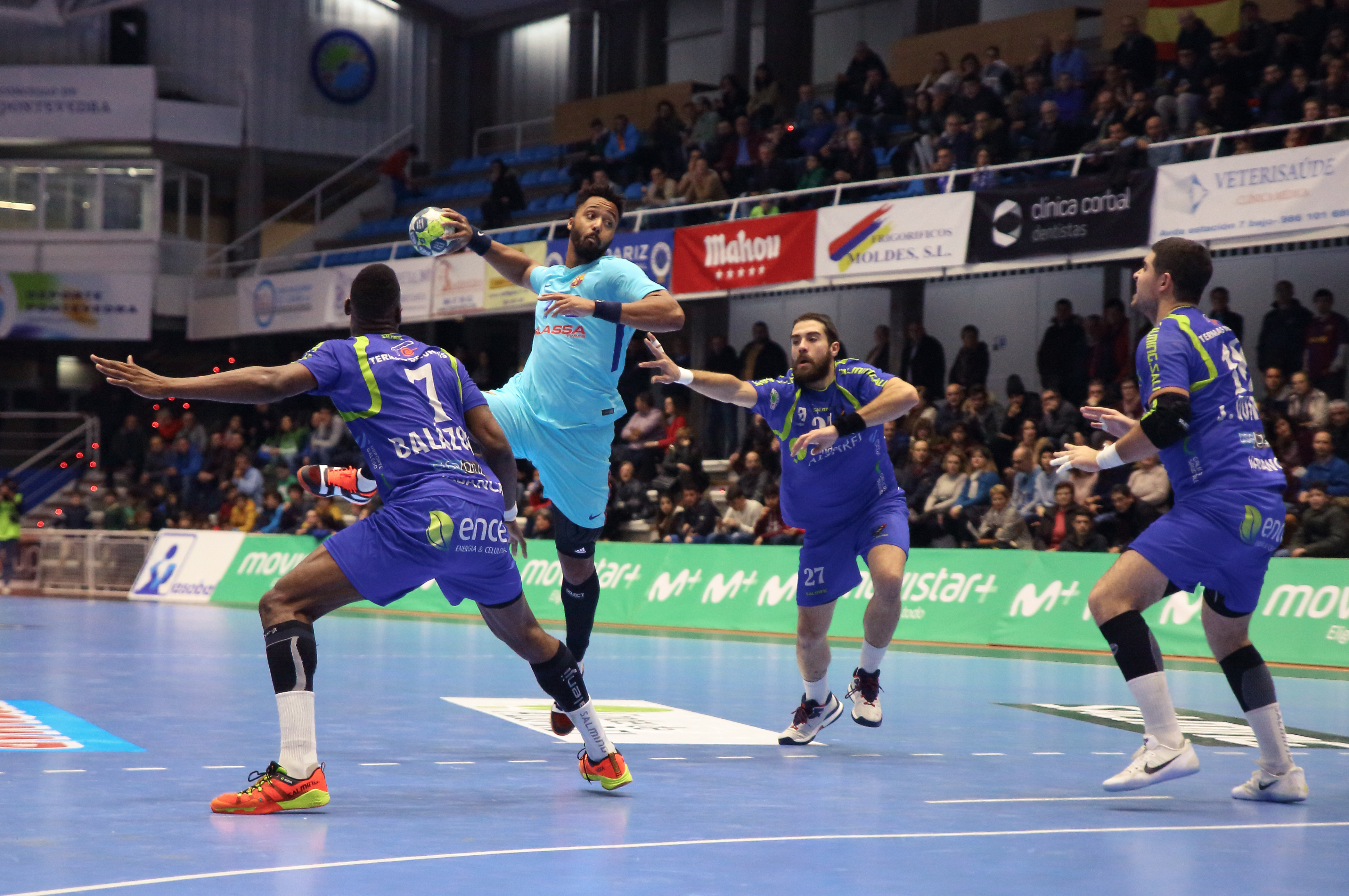
Sous le maillot du FC Barcelone en décembre 2017.
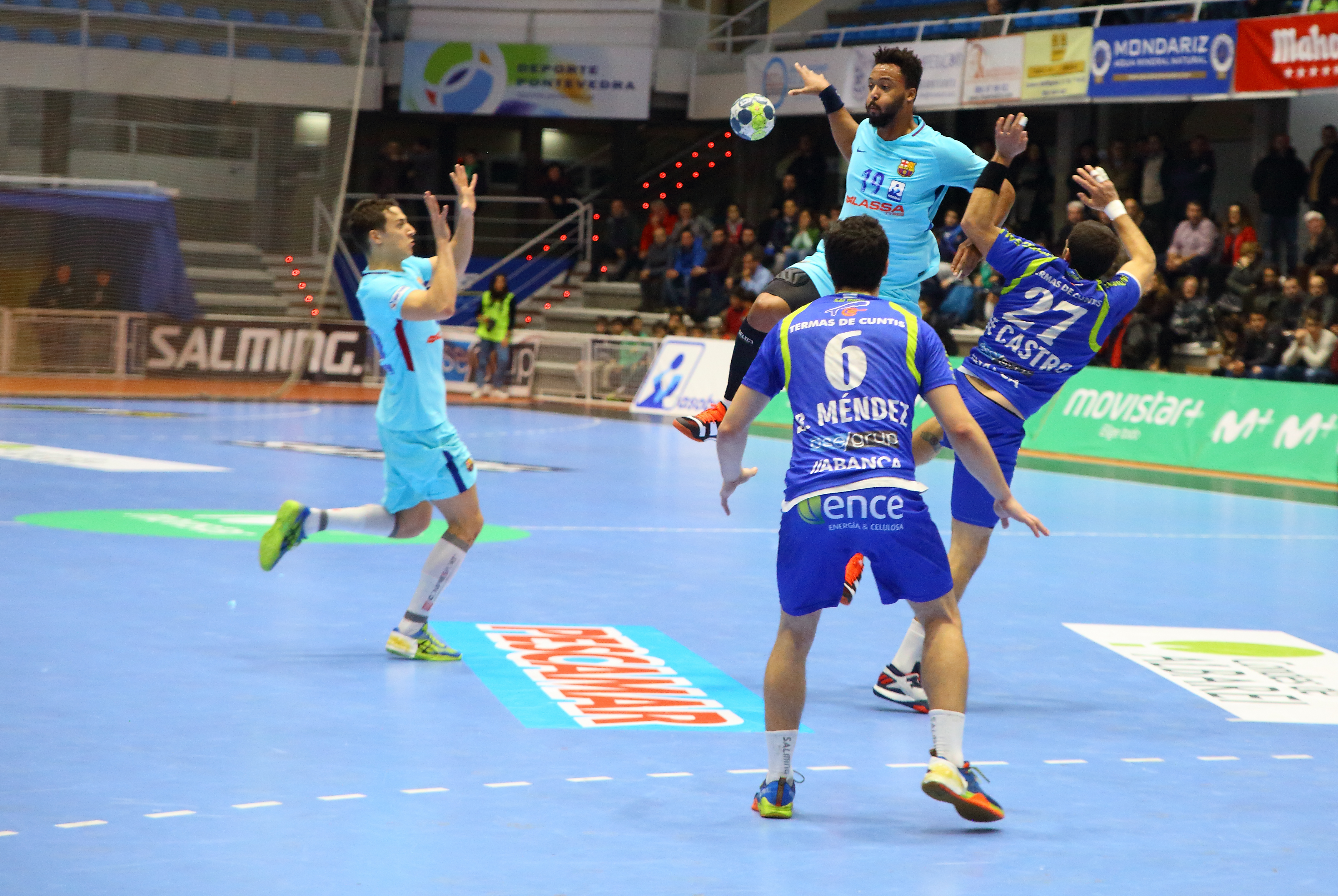
Sous le maillot du FC Barcelone en décembre 2017.